# Literatura engleză
Termenul literatură engleză se referă la literatura scrisă în limba engleză, sau la literatura compusă în engleză de scriitori care nu sunt în mod necesar din Anglia; Joseph Conrad a fost polonez, Robert Burns a fost scoțian, James Joyce a fost irlandez, Edgar Allan Poe a fost american, Salman Rushdie este indian. In mediul academic, termenul desemnează departamentele sau programele de Studii britanice. Această etichetă generală era necesară pentru că în toate coloniile fostului Imperiu britanic au apărut literaturi separate fiecare având propria lor varietate de limbă engleză. Cu alte cuvinte literatura engleză e la fel de diversă ca și variantele de limbă engleză vorbite în lume.

## Istoric

### Literatura elisabetană
Mai este cunoscută și sub denumirea epoca lui William Shakespeare. Regina Elizabeta era o mecena și o protectoare a teatrului și dramaturgilor, și a frecventat adesea teatrele londoneze dintre care cel mai popular era teatrul Globe.
În epoca elisabetană a avut loc o mare înflorire a literaturii, în special în domeniul teatrului. Renașterea italiană a redescoperit teatrul vechi grec și roman, pe care l-a făcut să evolueze în altă direcție față de vechile piese religioase ale Evului Mediu. Italienii erau inspirați în mod special de Seneca (un mare dramaturg și filozof, tutorele lui Nero) și de Plaut (clișeele sale comice, în special cele ale soldatului fanfaron, au avut o influență puternică asupra Renașterii și după). Totuși, tragediile italiene au inovat ceva contrar eticii lui Seneca: prezența sângelui și violenței pe scenă. În piesele lui Seneca, astfel de scene erau doar mimate de către personaje. Dar autorii englezi au fost fascinați de modelul italian: o comunitate remarcabilă de actori italieni s-a instalat la Londra și Giovanni Florio a adus mult din limba și cultura italiană în Anglia. De asemenea, epoca elisabetană era foarte violentă și asasinatele politice frecvente în Italia Renașterii (descrise în “Prințul” lui Nicollo Machiavelli) încurajau această modă. În consecință, reprezentarea violenței pe scenă era purificatoare pentru spectatorul elisabetan.
Primele piese elisabetane au fost Gorboduc de Thomas Sackville și Thomas Norton și Tragedia spaniolă de Thomas Kyd care a fost o importantă sursă de inspirație pentru Hamlet.
William Shakespeare se evidențiază în această perioadă ca un poet și dramaturg încă neîntrecut. Shakespeare nu a fost un literat de profesie, și probabil studiase doar gramatica. Nu a fost nici avocat, nici aristocrat, așa cum erau intelectualii universitari care monopolizaseră scena engleză când a început el să scrie. Dar era foarte talentat și incredibil de versatil, întrecând “profesioniști” precum Greene care râdea de acest “agitator de scenă” de origine obscură. Deși multe din dramele sale au avut mult succes, abia în anii târzii (marcați de începutul domniei lui James I) a scris cele mai mari piese ale sale: Hamlet, Othello, Regele Lear, Macbeth, Antoniu și Cleopatra și Furtuna, o tragicomedie care se înscrie în acțiunea sa principală o ceremonie pompoasă la adresa noului rege. Această “piesă în piesă” ia forma unei măști, a unui interludiu cu muzică și dans, colorat de noile efecte speciale are teatrelor de interior recent apărute la acea epocă. Criticii au arătat că această capodoperă, care poate fi considerată o piesă în toată regula, a fost scrisă pentru curtea lui James, nu pentru însuși James. Arta magică a lui Prospero, de care depinde deznodământul poveștii, trimite către relația dintre artă și natură în poezie.
În mod semnificativ pentru acele vremuri (sosirea primilor coloni în America), acțiunea “Furtunii” se petrece (deși nu evident) pe o insulă din Bermude, așa cum a revelat cercetarea despre “Pamfletele Bermudelor” (1609), legându-l pe Shakespeare de Compania Virginia. “Știrile din Lumea Nouă”, așa cum relatează Frank Kermode, se publicau deja și interesul lui Shakespeare în această direcție este remarcabil.
Shakespeare a popularizat de asemenea și sonetul englez, făcând schimbări semnificative în modelul lui Petrarca.
Sonetul a fost introdus în engleză de către Thomas Wyatt la începutul secolului XVI. Poemele care erau scrise cu intenția de a fi folosite în cântece, așa cum sunt cele de Thomas Campion, au devenit populare deoarece literatura tiparită ajungea în casele oamenilor mai ușor. “vezi Școala Madrigalului englez”.
Alte figuri importante în teatrul elisabetan sunt Christopher Marlowe, Thomas Dekker, John Fletcher și Francis Beaumont.
Dacă Marlowe (1564-1593) nu ar fi fost înjunghiat când avea douăzeci și nouă de ani într-o încăierare de tavernă, el l-ar fi rivalizat, dacă nu chiar egalat, chiar pe Shakespeare prin talentul său poetic, spune Anthony Burgess. S-a născut doar cu câteva săptămâni înainte de Shakespeare și l-a cunoscut probabil bine. Subiectele lui Marlowe, totuși, sunt diferite: el se concentrează mai mult pe drama morală a omului renascentist. Marlowe a fost fascinat și înspăimântat de noile frontiere deschise de știința modernă. De inspirație germană, l-a introdus pe Dr. Faust în Anglia, un om de știință și magician care e obsedat de setea de cunoaștere și de dorința de a duce puterile tehnologice ale omului către limite. El capătă daruri supranaturale care chiar îi permit să călătorească înapoi în timp și să se căsătorească cu Elena din Troia, dar la sfârșitul acestui pact cu diavolul de douăzeci și patru de ani, trebuie să-i predea sufletul. Eroii săi întunecați au ceva probabil din Marlowe însuși, a cărei moarte prematură rămâne un mister. Era cunoscut ca un ateu, ducând o viață fără de lege, cu multe amante, împrietenindu-se cu vagabonzi: ducând viața celei mai de jos pături sociale londoneze. Dar mulți suspectează că aceasta ar fi putut fi o acoperire pentru activitățile sale de agent secret pentru Elizabeta I, sugerând că înjunghierea accidentală ar fi fost o asasinare premeditată de către inamicii coroanei.
Beaumont și Fletcher sunt mai puțin cunoscuți, dar aproape sigur l-au ajutat pe Shakespeare să scrie unele din cele mai bune drame și erau destul de populari la acea vreme.
Cam în aceeași epocă s-a dezvoltat genul comedie de oraș. La sfârșitul secolului al XVI-lea, poezia engleză s-a caracterizat prin elaborarea limbii și aluzii la mitologia clasică. Printre cei mai importanți poeți din această epocă se află Edmund Spenser și Sir Philip Sidney.

### Literatura iacobină
După moartea lui Shakespeare, Ben Jonson devine figura principală a perioadei iacobine (domnia lui James I). Totuși, estetica lui Jonson își are rădăcinile mai degrabă în Evul Mediu decât în epoca elisabetană: personajele sale întruchipau teoria umorilor. Conform acestei teorii din epocă, diferențele de comportament ale oamenilor rezultă din predominanța unuia dintre cele patru umori (sângele, flegma, bila neagră și bila galbenă); aceste umori corespund celor patru elemente ale universului, aer, apă, foc, pământ. Aceasta îl conduce pe Jonson la exemplificarea a astfel de diferențe prin crearea unor tipologii, sau clișee.
Jonson este un maestru al stilului și un strălucitor scriitor de satiră. În “Volpone“, niște escroci sunt păcăliți de un escroc mai mare decât ei, viciul fiind pedepsit prin viciu, virtutea fiind răsplătită.
Printre epigonii lui Jonson se numără Beaumont și Fletcher, care au scris comedia Cavalerul pisălog în flăcări, o satiră a clasei de mijloc în formare și în special a acelor noi îmbogățiți care vor să dicteze gustul literar fără să prea știe literatură. În poveste, doi băcani se luptă cu actori profesioniști pentru ca fiul lor analfabet să joace un rol într-o piesă. El devine un cavaler rătăcitor purtând, în mod natural, un pisălog în flăcări peste scut. Căutând să câștige inima unei prințese, tânărul este ridiculizat așa cum a fost Don Quijote, deși Don Quijote nu fusese încă scris. Unul din meritele principale ale lui Beaumont și Fletcher a fost să-și dea seama că feudalismul și cavaleria medievale s-au transformat în snobism și fals și că noi clase sociale apăruseră.
Un alt stil teatral popular în era iacobină a fost piesa de răzbunare, popularizată de John Webster și Thomas Kyd. George Chapman a scris câteva tragedii de răzbunare subtile, dar e în istorie mai ales pentru faimoasa traducere a lui Homer, care a avut o influență profundă asupra întregii literaturi engleze, inspirându-l chiar pe John Keats să scrie unele din cele mai bune sonete ale sale.
Biblia regelui James, unul dintre cele mai mari proiecte de traduceri din istoria Angliei, a fost începută în 1604 și sfârșită în 1611. Ea reprezintă punctul culminant al unei tradiții de traduceri ale Bibliei în engleză care a început cu munca lui William Tyndale. A devenit Biblia standard a Bisericii engleze, și unii o consideră printre cele mai mari opera literare din toate timpurile. Acest proiect a fost condus de însuși James I, care a supravegheat munca a patruzeci și șapte de erudiți. Deși s-au făcut multe alte traduceri în engleză, unele fiind considerate mai exacte, mulți preferă Biblia regelui James din punct de vedere estetic, metrica ei fiind făcută după cea a versetelor originale in ebraică.
Pe lângă Shakespeare, a cărui figură domină începutul secolului 17, printre poeții majori se află John Donne și ceilalți poeți metafizici. Influențată de barocul continental, având ca subiect misticismul creștin și erotismul, poezia metafizică folosește imagini neconvenționale sau “nepoetice”, cum ar fi un compas sau un țânțar, pentru efecte surpriză. De exemplu, într-unul din Cântecele și poemele lui Donne, vârfurile unui compas reprezintă doi îndrăgostiți, femeia care e acasă fiind centrul, așteptând, punctul îndepărtat fiind iubitul său care navighează departe de ea. Dar cu cât mai mare e distanța, cu atât brațele compasului se sprijină unul pe altul: separarea face dragostea să crească. Paradoxul sau oximoronul sunt constante în această poezie ale cărei temeri și frici sugerează o lume ale cărei certitudini spirituale au fost zguduite de descoperirile moderne din geografie și știință, o lume care nu mai este centrul universului.
Pe lângă poezia metafizică a lui Donne, secolul XVII e reputat pentru poezia barocă. Poezia barocă are aceleași scopuri cu arta epocii; stilul baroc este elevat, alert, epic și religios. Mulți din acești poeți au o sensibilitate catolică declarată (în special Richard Crashaw) și au scris poezii pentru contrareforma catolică, în scopul de a stabili sentimentul supremației și un misticism care ar convinge pe noii protestanți să se reîntoarcă la credința catolică.

## Literatura carolingiană și cromwelliană
În anii turbulenți din mijlocul secolului al 17-lea, în timpul domniei lui Carol I apoi în timpul Commonwealthului și al Protectoratului, literatura politică în limba engleză a avut o perioadă de înflorire. Pamfletele scrise de simpatizanți ai fiecărei facțiuni din Războiul civil englez variau de la atacuri personale vicioase și polemici la planuri ambițioase de reformă a națiunii, trecând prin multe forme de propagandă. Un astfel de plan de reformă este Leviatan de Thomas Hobbes, care este una din cele mai importante lucrări britanice de filozofie politică. Scrierile lui Hobbes sunt unele din puținele lucrări politice din acea perioadă care sunt încă publicate în mod regulat, în timp ce John Bramhall, care era criticul principal al lui Hobbes, a fost aproape uitat. La acea epocă s-au dezvoltat și fascicolele de știri, precursoarele ziarelor, cu jurnaliști precum Henry Muddiman, Marchamont Needham, John Birkenhead reprezentând vederile și activitățile părților în conflict. Arestările frecvente ale autorilor și distrugerea operelor lor, ducând la practica tipăririi ilegale sau în străinătate, au dus la ideea de drepturi de licență. Pamfletul politic Areopagitica, al lui John Milton, a fost scris ca o critică a drepturilor de licență și este considerată ca una din apărările cele mai elocvente ale libertății presei din toate timpurile.
Alte forme de literatură scrise în această perioadă au majoritatea un subtext politic sau autorii lor fac parte din grupări politice. Poeții cavaleri, activi mai ales înaintea războiului civil, datorează mult școlii poeților metafizici. Trecerea în inactivitate a regaliștilor după execuția lui Carol I a fost un lucru bun în cazul lui Izaak Walton, deoarece i-a permis să lucreze la “Ghidul Pescarului Desăvârșit”. Publicată în 1653, acest declarat ghid de pescuit, este mai mult decât atât; e o meditație despre viață, timp liber și mulțumire.
Cei mai importanți doi poeți ai Angliei lui Oliver Cromwell au fost Andrew Marvell și John Milton, ambii scriind opere întru lauda noului guvern. De pilda, “O odă întoarcerii lui Cromwell din Irlanda”. În ciuda convingerilor lor republicane, ei au scăpat nepedepsiți în timpul Restaurației lui Carol II după care Milton a scris unele din cele mai mari opere ale sale, cu mesaje politice ascunse în alegorii.
Thomas Browne a fost un alt scriitor al perioadei; un erudit posedând o vastă bibliotecă, a scris mult despre știință, religie, medicină și esoterism.

### Literatura Commonwealth-ului și a Protectoratului

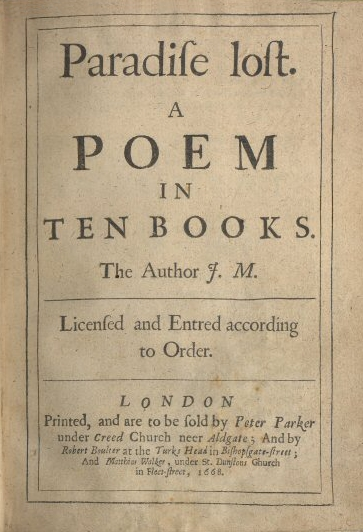
Milton's Paradise Lost tells a story of pride and rebellion

John Milton, autorul poemului epic Paradise Lost, și Andrew Marvell sunt poeții reprezentativi ai perioadei de turbulențe de la jumătatea secolului 17.
Cronicarii John Evelyn și Samuel Pepys au descris scena culturală a timpurilor respective.

### Literatura Restaurației
Literatura Restaurației include atât Paradisul Pierdut, Sodom al Ducelui de Rochester și 
comedia sexuală "Viața la țară" cât și înțelepciunea morală din Pilgrim's Progress. 
Asistăm la apariția Tratatelor despre Guvernare ale lui Locke, la fondarea Societății Regale, la experimentele lui Robert Boyle și la meditațiile sacre ale lui Boyle, la atacurile isterice din partea lui Jeremy Collier asupra teatrelor, la apariția criticii literare odată cu Dryden, și la apariția primelor ziare. Ruptura oficială apărută în cultura literară datorită cenzurii și standardelor morale radicale sub regimul puritanist al lui Cromwell, a creat o prăpastie în tradiția literară, permițând astfel apariția unor noi forme de literatură dupa Restaurație. În timpul Interregnum, forțele regaliste atacate la curtea regelui Charles I au fost obligate să se retragă în exil împreună cu regele Charles II în vârstă de 20 de ani. Nobilimea ce a călătorit alături de Charles II a fost astfel găzduită pentru mai bine de un deceniu de scena literară continentală. Charles și-a petrecut mult timp vizionând spectacole de teatru în Franța și a dezvoltat o afinitate pentru piesele de teatru spaniole. Acei nobili care au trăit în Olanda au făcut cunoștință cu mercantilismul și de asemenea cu dezbaterile raționaliste în proză ce circulau în mod oficial în interiorul națiunilor tolerante. Cea mai extinsă și importantă formă de manifestare poetică a acelor vremuri era satira. În general publicarea satirelor era anonimă. Era foarte periculos pentru un scriitor să fie asociat cu scrierea unei satire. Pe de o parte exista legea defăimării aplicată foarte des și era foarte dificil pentru un scriitor de satire să scape de o condamnare dacă se dovedea că a scris un text ce critică un nobil. Pe de altă parte, persoanele înstărite răspundeau adesea la satirele scrise pe seama lor printr-o altă modalitate și anume prin a pune diverși bătăuși să îl atace pe poetul suspectat. John Dryen a fost atacat doar pentru faptul că a fost suspectat că ar fi scris "Satiră asupra omenirii". O consecință a acestei anonimități este faptul că foarte multe poeme, unele dintre ele chiar valoroase au rămas nepublicate și necunoscute.
Proza din perioada Restaurației este dominată de scrierile religioase creștine, însă în această perioadă se pun și bazele a două genuri ce vor domina perioadele următoare : ficțiunea și jurnalismul. Scrierile religioase și-au depășit adesea limitele intersectându-se cu cele politice și economice, așa cum și scrierile economice sau politice implicau sau chiar se refereau direct la religie. Thomas Sprat a scris Istoria Societății Regale în 1667 și a stabilit, într-un singur document, obiectivele științei empirice. Perioada Restaurației a fost de asemenea momentul în care John Locke a scris multe din operele sale filozofice. Empirismul lui Locke era o tentativă de a înțelege însăși cunoașterea umană și de a găsi în acest fel o modalitate viabilă pentru luarea unor decizii complete. Aceleași metode științifice l-au condus pe Locke la elaborarea celor trei Tratate despre guvernare, lucrare care mai târziu a devenit inspirația gânditorilor Revoluției Americane. Prin lucrările sale asupra înțelegerii umane, Locke a depășit noțiunile de bază ale societății pășind spre un nivel mai elaborat al acesteia și, la fel ca și Thomas Hobbes, el a pus în evidență natura flexibilă contractului social. Pentru o perioadă ce a cunoscut răsturnarea unei monarhii absolute, tentative de democrație, o democrație coruptă și restaurația unei monarhii limitate, singura soluție satisfăcătoare nu putea fi decât o bază flexibilă de guvernare. 
Perioada Restaurației a reușit să modereze majoritatea scrierilor sectante cele mai vehemente, dar radicalismul a persistat până după această perioadă. Autori puritani precum John Milton au fost forțați să se retragă din viața publică sau să se adapteze, iar acei autori Digger, Fifth Monarchist, Levellers, Quakeri și Anabaptiști ce au predicat împotriva monarhiei și ce au participat în mod direct la regicidul lui Charles I au fost parțial reprimați. Ca o consecință scrierile violente au fost forțate să intre în ilegalitate, și mulți dintre cei ce au servit sub Interregnum și-au pierdut pozițiile deținute. John Bunyan se remarcă între scriitorii religioși ai vremii. The Pilgrim's Progress al lui Bunyan este o alegorie a salvării și un ghid al vieții creștine. În loc să se concentreze pe escatologie sau răsplata divină, Bunyan scrie în schimb despre cum sfântul individual poate fi triumfător în lupta cu tentațiile minții și ale trupului ce duc la damnațiune. Cartea este scrisă într-un stil narativ direct și prezintă elemente de dramă și biografie, dar în același timp demonstrează aceeași conștiință alegorică întâlnită la Edmund Spenser.
În timpul Restaurației cea mai comună modalitate de a primi știri era sub forma publicării unui afiș. Pe o singură foaie mare de hârtie era de obicei scrisă istorisirea unui eveniment. Totuși, în această perioadă a apărut prima formă de jurnalism profesional și periodic (ceea ce însemna că publicarea era la un interval regulat de timp) din Anglia. Jurnalismul se dezvoltă târziu, în jurul perioadei în care William of Orange ridica pretenții la tron în 1689. Printr-o coincidență sau poate nu, Anglia a început să publice ziare chiar în momentul în care William a venit la curte din Amsterdam, unde existau deja ziare.

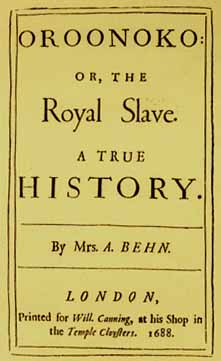
First edition of Oroonoko, 1688.

Este imposibil de aflat care este data exactă a începuturilor romanului în limba engleză. Totuși, biogafii de mare întindere, de ficțiune sau ficționale au început să se distingă în Anglia de alte forme ale literaturii înca din timpul Restaurației. Tradiția "romanței" existența în Franța și Spania era deja cunoscută în Anglia. "Romanța" era considerată o formulă literară feminină, iar femeile erau acuzate de viciul de a citi "romane". Una dintre figurile cele mai semnificative în apariția romanului, din perioada Restaurației a fost Aphra Behn. Aceasta are meritul de a fi fost nu numai primul romancier profesionist de sex feminin, dar și unul dintre primii romancieri ai Angliei în general. Cel mai cunoscut roman al sau a fost Oroonoko publicat în 1688. Această carte prezintă biografia unui rege african fictiv ce fusese înrobit în Surinam. Romanele lui Behn prezintă influențe ale tragediei și demonstrează experiența acesteia ca dramaturg.
Imediat ce interdicția regimului puritan precedent asupra reprezentațiilor teatrale a fost ridicată, dramaturgia a renăscut repede. Cele mai cunoscute piese din perioada de început a Restaurației au fost comediile lipsite de sentimentalisme și "dure" ale lui John Dryden, William Wycherley și George Etherege, ce reflectă atmosfera de la curte și celebrează un mod de viață aristocratic de tip macho plin de intrigi și cuceriri sexuale. După o scurtă decădere atât în cantitate cât și în calitate în anii 1680, jumătatea anilor 1690 cunoaște o a doua perioadă de înflorire a dramaturgiei, în special a comediei. Comedii ca Dragoste de dragul dragostei (1695) și The Way of the World (1700) ale lui William Congreve precum și The Relapse (1696) și The Provoked Wife (1697) ale lui John Vanbrugh erau mult mai "ușoare" și aveau un etos ce aparținea clasei de mijloc, fiind foarte diferite de extravaganța aristocratică existentă cu 20 de ani în urmă și de asemenea erau destinate unei audiențe mai largi. Piesele de teatru ale anilor 1690 își propuneau să placă unui public mixt cu o puternică reprezentare a clasei de mijloc, dar și spectatorilor de gen feminin prin mutarea, spre exemplu, a bătăliei dintre sexe din zona intrigii în cea a căsătoriei. Comedia se concentrează acum mai puțin pe înțelepciunea tinerilor îndrăgostiți ce reușesc să-i păcălească pe cei mai în vârstă și mai mult pe relațiile de cuplu de după căsătorie.

### Literatura augustiniană
Termenul de Literatură augustiniană derivă însuși de la autorii anilor 1720 și 1730, care răspundeau în fața unei numiri pe care George I al Angliei o alesese el însuși. În timp ce George I dorea ca titlul să îi reflecte măreția, ei în schimb au văzut în aceasta o reflexie a tranziției Romei Antice de la literatura brută accesibilă tuturor la literatura șlefuită având înalte influențe politice. Datorită abundenței metaforelor folosite, perioada cuprinsă între 1689 și 1750 a fost numită "Era Augustiniană" de către criticii secolului XVIII (inclusiv Voltaire și Oliver Goldsmith). Literatura din această perioadă este deschisă din punct de vedere politic și complet desăvârșită de dictate critice în privința ei. Este o eră a exuberanței și a scandalurilor, a unei enorme energii și inventivități ieșite din comun, care reflectau regăsirea englezilor, scoțienilor și irlandezilor în mijlocul unei economii în plină expansiune, doborând barierele educației și întețind Revoluția Industrială.
Cel mai remarcabil poet al acesor timpuri este Alexander Pope, dar perfecțiunea lui Pope este parțial într-o continuă lupta cu a altor poeți, și abordarea sa neo-Classică și temperată a poeziei este în competiție cu versurile cu înaltă particularitate abordată de poeți cum ar fi Ambrose Phillips. În această perioadă James Thomson a creat melancolica sa operă The Seasons și Edward Young a scris Night Thoughts. De asemenea, este era care a întâmpinat o serioasă competiție din partea modelului propriu a poeziei pastorale. În critică ,poeții se zbuciumau cu o doctrina a cuviinței, aceea de a adopta cuvintele potrivite cu sensurile potrivite astfel obținând o dicțiune care era în armonie cu seriozitatea subiectului. În același timp, comicul de situație atingea apogeul. Operele Rape of the Lock și The Dunciada lui Pope sunt încă cele mai mărețe poeme care tratează comicul de situație scrise vreodată.
În proză, cea mai timpurie parte a perioadei a fost dominată de dezvoltarea eseurilor englezești. Opera The Spectator a lui Joseph Addison și Richard Steelea stabilit forma periodicelor eseurilor britanice, inventând atitudinea observatorului izolat de viața umană care poate reflecta asupra lumii fără a asista la schimbări majore în aceasta. Oricum, aceasta a fost perioada în care romanul englez, făcându-și apariția pentru prima dată în Restorație, s-a dezvoltat într-o grandioasă formă de artă. Daniel Defoe a trecut de la jurnalism și scrierile penale pentru presă la scrierile penale ficționale cu Roxana și Moll Flanders. De asemenea, a scris o prelucrare ficțională a călătoriilor lui Alexander Selkirk intitulată Robinson Crusoe (1719). Romanul va beneficia în mod indirect de o punere în scenă, iar la mijlocul secolului numeroși alți autori vor începe să scrie romane.
Daca Addison și Steele impuneau venerație unui tip de proză, atunci Jonathan Swift s-a îndreptat către alt tipar. Stilul abordat de Swift în proza lui este nemanierat și direct, cu o claritate pe care puțini contemporani o puteau egala. Era profund sceptic în privința lumii moderne, dar în același timp era profund bănuitor de nostalgie. Era de părere că prin prisma istoriei se înregistrau înșiruiri de minciuni și vanitate, și vedea în prezent o nebunie de vanitate și minciuni. Inima valorilor Creștine erau esențiale, dar aceste valori trebuiau să fie puternice și afirmative fiind manifestate prin respingeri constante ale jocurilor de încredere ale oamenilor. Opera A Tale of a Tub a lui Swift marca analiza lui sceptică în privința revendicărilor lumii moderne, și scrierile sale ulterioare în proză, ca și războiul său cu Patridge astrologul, și mai ales luarea în derâdere în Călătoriile lui Guliverlăsa individul într-o teamă constantă și siguranță umilitoare. După "exilul" său în Irlanda, fără tragere de inimă Swift a început să îi apere pe irlandezi în urma jefuirilorcolonialismului. Opera sa A Modest Proposal și „The Drapier Letters” au provocat revolte care au dus la arestări, dar Swift, care nu agrea irlandeziiRomano-Catolici, era indignat de abuzurile și barbaritățile pe care le-a văzut în jurul lui.
Timpuriu în această perioadă Drama înfățișa ultimele piese ale lui John Vanbrugh și William Congreve, amândoi au transmis mai departe comedia din perioada Restaurației cu câteva modificări. Totuși, majoritatea punerilor in scenă au constat in farsede slaba calitate si tragedii familiale mult mai serioase. George Lillo si Richard Steele au creat amândoi forme de tragedie de un inalt nivel moral , ale căror personaje și preocupările lor țineau in totalitate de clasa de mijloc sau de cea muncitoare. Acest lucru a reflectat o schimbare proeminenta a audientei acestor piese , deoarece patronajul regal nu mai constituia cea mai importanta premisa de la care se pleca in vederea obținerii succesului teatral. În plus, Colley Cibber și John Rich au început sa se „dueleze” pentru a prezenta pe scena spectacole din ce in ce mai mari. A fost introdusa figura lui Arlechino, și a inceput sa fie jucat teatrul pantomimic. Aceasta comedie "inferioara" era chiar populara, si piesele de teatru au fost retrogradate pe locul trei in privinta montarii lor pe scena. Opera, de asemenea, a început sa câștige in popularitate in Anglia, existând totodata o puternica rezistență fata de această intruziune de origine italiană. Acest curent a fost afectat de numai câtava tentative ale unui nou tip de comedie. Pope John Arbuthnot și John Gay au avut o încercare eșuată cu o piesa intitulata "Trei ore după căsătorie". În 1728, totodată, John Gay a revenit pe scena teatruuli cu Opera de trei parale. Opera lui Gay era scrisă in limba engleză și relua povestea lui Jack Sheppard și a lui Jonathan Wild. Totuși aceasta părea a fi o alegorie pentru Robert Walpole și regizorii Companiei de Teatru South Sea și astfel opera de continuare a lui Gay a fost interzisă înainte să fie măcar jucată. În 1737, teatrul secolului al XVIII-lea se poate spune ca ajunge la finalul său deoarece acesta este și anul Actului de Autorizare. Din acel moment toate piesele de teatru erau supuse unei cenzuri oficiale de stat.
Efectul acestui document a fost că majoritatea dramaturgilor au trecut de la a scrie piese teatru la a scrie romane. Henry Fielding a început să scrie satiră în proză și romane după ce piesele sale nu au putut trece de cenzură. Henry Brooke de asemenea s-a îndreptat către domeniul romanelor. Între timp, Samuel Richardson a scris un roman menit să pareze efectul dăunător al romanelor - Pamela sau Virtutea Răsplătită (1749). Henry Fielding a atacat absurditatea romanului acestuia prin romanul Shamela și apoi ca răspuns la Clarissa al lui Richardson a scris Tom Jones. Brooke a scris Un bărbat sentimental și în mod indirect a marcat inaugurarea romanului sentimental. Laurence Sterne a încercat să scrie un roman în stilului lui Swift aducând o perspectivă unică asupra biografiei (modelul majorității romanelor de până atunci) și a capacității de înțelegere prin Tristram Shandy. Detractorul Tobias Smollett a promovat romanul picaresc prin opera sa. Fiecare dintre aceste romane reprezintă de fapt o divergență tematică și formală între acești scriitori. Fiecare romancier era atât în dialog dar și în competiție cu ceilalți și astfel, romanul a devenit un gen variat și deschis datorita acestei explozii de creativitate. Cele mai importante efecte ale acestei perioade de experimente literare sunt realismul psihologic al lui Richardson, vocea narativă amuzată a lui Fielding și sentimentalismul lui Brooke.

### Romantismul
Valul de schimbare din Anglia determinat de apariția motorului cu aburi a avut 2 consecințe majore: înflorirea industrialismului odată cu extinderea orașelor și diminuarea populației în mediul rural ca rezultat al îngrădirii sau a privatizării pășunilor. Majoritatea țăranilor s-au îndreptat către orașe pentru a lucra în noile fabrici.
Această schimbare bruscă este relevată de schimbarea sensului a 5 cuvinte cheie: "industry"=hărnicie (înainte cu sensul de "creativitate"), "democracy"=democrație (ce era folosit în sens peiorativ), "class"=clasă (de acum înainte folosit și cu conotație socială), "art"=artă (ce însemna inițial doar "meșteșug, meserie"), "culture"=cultură (termen ce aparținea înainte doar domeniului agriculturii).
Dar starea de sărăcie a muncitorilor, conflictele dintre noile clase sociale și poluarea mediului determină un răspuns negativ la urbanizare și industrializare, fapt ce îi determină pe poeți să redescopere frumusețea și valoarea naturii. Planeta mamă, Pământul este văzut ca unică sursă de înțelepciune, ca unică soluție împotriva urâțeniei cauzate de mașină.
Superioritatea naturii și a instinctului asupra civilizației a fost propovăduită de către Jean Jacques Rousseau iar mesajul său a fost preluat de către aproape toți poeții europeni. Primii asemenea poeți în Anglia au fost poeții lacului, un mic grup de prieteni printre care William Wordsworth și Samuel Taylor Coleridge. Acești poeți romantici timpurii au adus o nouă emotivitate și tehnică meditativa în poezie. Apariția lor este marcată de către primul manifest romantic din literatura engleză, "Prefață la balade lirice". Colecția conține în principal poezii ale lui Wordsworth, dar include și Poezia unui marinar bătrân, o baladă tragică, lungă și impresionantă despre un demon ce întâi omoară și apoi posedă sufletele unui grup de marinari de pe un vapor ce se îndreaptă către mările sudice.
Coleridge și Wordsworth au înțeles, însă, romantismul în două feluri diferite: în timp ce Coleridge caută să transforme supranaturalul în "real" (cam în același fel în care filmele SF folosesc efectele speciale pentru a transforma intrigile imposibile în unele credibile), Wordsworth caută să ațâțe imaginația cititorilor prin intermediul personajelor sale prozaice desprinse din viața reală (ca de ex. în "Idiotul") sau a frumuseții ținutului lacurilor ce i-a fost sursă de inspirație pentru mare parte din opera sa (ca în "Catedrala Tintern").
"A doua generație" de poeți romantici îi include pe Lordul Byron, Percy Bysshe Shelley, Mary Shelley și John Keats. Byron era însă încă influențat de satiriștii secolului al-18-lea și a fost probabil cel mai puțin 'romantic' dintre cei trei. Iubirile sale cu un număr considerabil de femei importante și căsătorite ale vremii au fost tot o modalitate de a-și demonstra opoziția față de ipocrizia înaltei societăți ce era doar în aparență credincioasă, dar în fapt era mai degrabă libertină, aceași societate ce l-a ridiculizat pentru incapacitatea sa fizică. Prima sa călătorie pe continent a avut ca rezultat scrierea celor doua cânturi ale Pelegrinajului lui Childe Harold, un poem eroi-comic despe aventurile unui bărbat în Europa dar în același timp o satiră ascuțită împotriva societății din Anglia. În ciuda succesului lui Childe Harold la întoarcerea sa în Anglia impreuna cu Ghiaurul și Corsarul, presupusa sa aventură incestoasă cu sora sa vitregă Augusta Leigh în 1816 l-a forțat practic să părăsească Anglia pentru totdeauna și să ceară azil pe continent. Astfel, în 1816 s-a alăturat lui Shelley și soției acestuia, Mary, împreună cu secretarul său John Polidori pe malul Lacului Geneva.
Polidori este cel ce a introdus vampirul în literatura engleză chiar dacă prin intermediul unei povestiri scurte. Shelley și Mary aveau multe în comun cu Byron: Shelley făcea parte dintr-o familie aristocrată, veche și cunoscută, era ateu și liber-cugetător și ca și Byron fugise din Anglia datorită unui scandal.
Shelley fusese exmatriculat din colegiu pentru ca își declarase în mod deschis ateismul, iar apoi expulzat din Anglia pentru că sprijinea independența Irlandei. Se căsătorise cu o fată de 16 ani, Harriet Westbrook, pe care însă o abandonează curând pentru Mary (Harriet s-a sinucis după această întâmplare). Harriet nu îmbrățișa idealurile sale legate de iubirea libera și de anarhism și nu fusese educată pentru a putea participa la disputele literare. Mary era diferită însă: era fiica filozofului și revoluționarului William Godwin, îi împărtășea idealurile, era poetă și feministă la fel ca și mama sa, Mary Wollstonecraft.
Cea mai bună operă a lui Shelley a fost Odă vântului de apus. În ciuda refuzului său aparent de a crede în Dumnezeu, acest poem este considerat un omagiu adus panteismului, recunoașterii existenței unei prezențe spirituale în natură.
Mary Shelley nu a rămas în istorie datorită poeziei sale, ci pentru faptul că a fost inițiatoarea science fiction-ului: intriga romanului se spune că i-a fost inspirată de un coșmar visat în timpul unei nopți furtunoase petrecute pe malul lacului Geneva. Ideea ei de a crea un corp din rămășite umane furate de la diverse cadavre și apoi de a-l anima cu ajutorul electricității a fost probabil influențată de invenția lui Alessandro Volta și de experimentele lui Luigi Galvani pe broaște moarte. Povestea înfiorătoare a lui Frankenstein ne duce cu gândul la transplanturile de organe în era modernă, la regenerarea țesuturilor, amintindu-ne de problemele morale ridicate de medicina din zilele noastre. Totuși creatura Frankenstein este incredibil de romantică. Deși "monstrul" este inteligent, bun și iubitor este ascuns ochilor tuturor datorită urâțeniei și diformității lui, iar disperarea ce rezultă din excluderea din societate îl transformă într-o mașină de ucis ce în final își ucide propriul creator.
Probabil că John Keats nu împărtășea ideile extrem de revoluționare ale lui Byron si Shelley, dar cultul său pentru panteism este la fel de important ca și cel al lui Shelley. Keats era îndrăgostit de pietrele străvechi ale Parthenonului pe care Lordul Elgin le adusese în Anglia din Grecia cunoscute și sub numele de Marmura Elgin). El celebrează vechea Grecie: frumusețea cuplurilor de îndrăgostiți de atunci, tinere și libere împreună cu arta clasică. Atenția deosebită a lui Keats pentru artă, în special în Odă pentru o Urnă Grecească este destul de nouă în romantism și va inspira credința lui Walter Pater și apoi a lui Oscar Wilde în valoarea absolută a artei independentă de estetică.
Jane Austen a scris romane despre viața nobililor de la țară, viață văzută din perspectiva unei femei și a tratat în acestea și probleme sociale concrete în special problema căsătoriei și a banilor.

### Literatura victoriană
Perioada victoriană (1837-1901) a fost momentul în care romanul a atins apogeul ca formă literară în Anglia. Majoritatea scriitorilor erau mai degrabă preocupați de gustul publicului format din clasa de mijloc a populației decât de cel al aristocrației. Cele mai cunoscute creații ale perioadei includ operele puternic sentimentale ale surorilor Brontë; satira Rugul Deșertăciunilor a lui William Makepeace Thackeray; romanele realiste ale lui George Eliot; si pătrunzătoarele portrete ale vieților proprietarilor de terenuri și a claselor muncitoare ale lui Anthony Trollope.
Charles Dickens a apărut pe scena literară în anii 1830, confirmând tendința către publicarea de romane-foileton. Dickens a scris cu însuflețire despre viața la Londra și despre greutățile celor săraci, însă într-o manieră plină de umor astfel făcându-și opera accesibilă tuturor categoriilor sociale de cititori. Operele sale timpurii cum ar fii Pickwick Papers sunt adevărate capodopere comice. Mai târziu operele sale au devenit mai sumbre, mai serioase, însă fără a-și pierde înclinația către caricatură.
În romanele lui Thomas Hardy, dar nu numai, se poate vedea un interes pentru viața la sate și pentru schimbările sociale și economice din acest mediu.
Figuri poetice marcante ale perioadei victoriene sunt: Alfred Tennyson, Robert Browning și soția sa, Elizabeth Barrett Browning.
Literatura pentru copii a început să fie publicată în perioada victoriană, iar multe din creațiile acesteia au devenit cunoscute peste tot în lume, ca de ex.: opera lui Lewis Carroll ce era totodată și unul dintre susținătorii versului absurd, ca de altfel și Edward Lear.

### Literatura edwardiană
Cel mai popular scriitor al începutului secolului al XX-lea a fost Rudyard Kipling, un romancier versatil, dar și un autor de povestiri scurte și poeme, adesea bazate pe experiențele sale din India sub stăpânire britanică. Kipling a fost asociat foarte mult cu imperialismul și aceasta i-a prejudiciat de curând reputația.

### Literatura georgiană
Poeții georgieni au mențiunt o abordare conservatoare a poeziei.
Experiența Primului Război Mondial s-a reflectat și în creația unor poeți ai războiului cum ar fi Rupert Brooke, Isaac Rosenberg, Edmund Blunden și Siegfried Sassoon. Mulți scriitori s-au depărtat de tematicile patriotice și imperialiste ca rezultat al războiului, în special Kipling.

### Literatura modernistă
Mișcarea literară cunoscută sub numele de modernismul englez a apărut dintr-un sentiment de dezamăgire față de siguranța, conservatorismul și adevărul obiectiv caracteristice literaturii epocii victoriene. Mișcarea a fost în mare măsură influențată de către idei ce aparțineau Romantismului, de scrierile politice ale lui Karl Marx și de teoriile psihanalitice ale subconștientului - Sigmund Freud. Mișcările artistice precum Impresionismul și apoi, mai tarziu, Cubismul au reprezentat de asemenea izvoare de insiprație pentru scriitori moderniști.
Deși modernismul literar a atins apogeul între primul și ce de-al doilea Război Mondial, cele mai timpurii exemple ale ideologiei mișcării au apărut la sfârșitul secolului al-19-lea. Gerard Manley Hopkins, A. E. Housman și poetul și romancierul Thomas Hardy au reprezentat doar o parte din principalii scriitor moderniști de început ce au scris asemenea opere încă din epoca Victoriană.
Unele dintre cele mai importante opere ale literaturii moderniste au fost publicate în primele decenii ale secolului 20 printre care: culegerea de povestiri scurte Dubliners a lui James Joyce, Inima intunericului a lui Joseph Conrad și poezia și teatrul lui William Butler Yeats.
Între cele două războaie mondiale cei mai importanți nuveliști au fost: D.H. Lawrence și Virginia Woolf, membră a Grupului Bloomsbury dar și E. M. Forster, Evelyn Waugh și P.G. Wodehouse. În afară de Grupul Bloomsbury, Sitwells a fost o altă mișcare literară și artistică însă mai puțin puternică.
T. S. Eliot a fost poetul englez al vremii.
H. G. Wells a fost pionierul science fictionului. Critica adusă de George Orwell totalitarianismului a adus un nou cuvânt în vocabularul englez - Orwellian. Distopia lui Aldous Huxley Brave New World și J. G. Ballard sunt precursori ai mișcării cyberpunk.
W. H. Auden, Stephen Spender, Ted Hughes și Philip Larkin au fost poeți importanți ai vremii respective.
Alți scriitori importanți sunt Muriel Spark, Daphne du Maurier, Margaret Drabble, Iris Murdoch, Anthony Burgess (ce a fost denumit "ultimul modernist"), Kingsley Amis, Graham Greene și G. K. Chesterton.
Printre scriitorii de literatură populară se numără P. G. Wodehouse și Agatha Christie.
- Teatrul tip Kitchen sink
- Curentul Angry Young Men

### Literatura post modernă
John Fowles și Julian Barnes sunt reprezentanți ai literaturii engleze postmoderne.

## Evul mediu

### Literatura anglo-saxonă și anglo-normandă
Literatura anglo-saxonă include literatura scrisă în dialectele limbii engleze vechi începînd cu secolul al V-lea pînă la invaziunea normană din 1066. Ea include poeme epice, lirică, hagiografie (viețile șfinților), predici, parafrazări biblice, lucrări gnomice, cronici și altele. S-au păstrat peste 400 de manuscrise din această perioadă, care includ corpusul cel mai valoros al literaturii anglo-saxone. 
Cel mai important monument literar al perioadei este poemul epic Beowulf. Cronica Anglo-Saxonă este un document istoric ce descrie evenimentele între anii 500 și 1200. Majoritatea autorilor din această perioadă, cu unele excepții, sînt anonimi.
- Poeți cântăreți
- Poezia cavalerească: Romanele despre Regele Arthur și Cavalerii Mesei Rotunde

### Literatura secolului al XIV-lea
- William Langland (1330?-1400?)
- John Gower (1330?-1408?)
- Geoffrey Chaucer (1340?-1400)

### Literatura secolului al XV-lea
- Thomas Malory (1395-1471)

## Epoca Renașterii

### Poezia Renașterii engleze
- Sir Thomas Wyatt
- Henry Howard (Earl of Surrey) (1516-1547)
- Philip Sidney (1554-1586)
- Edmund Spencer (1552-1599)

### Drama în epoca Renașterii
- John Lyly (1554-1606)
- Robert Greene (1558-1592)
- Christopher Marlowe (1564-1593)
- William Shakespeare (1564-1616)
- Ben Jonson (1572-1637)

## Literatura secolului al XVII-lea

### Perioada revoluției lui Cromwell
- John Milton (1608-1674)

### Perioada Restaurației
- John Dryden (1631-1700)
- William Congreve (1670-1729)
- John Bunyan (1628-1688)

## Literatura secolului al XVIII-lea

### Perioada Iluminismului
- Alexander Pope (1688-1744)
- Daniel Defoe (1659-1731)
- Jonathan Swift (1667-1745)
- Samuel Richardson (1689-1761]]
- Henry Fielding (1707-1754)
- Tobias George Smolett (1721-1771)

### Pre-romantismul
- Oliver Goldsmith (1728-1774)
- Laurence Sterne (1713-1768)
- Richard Brinsley Sheridan (1751-1816)
- Edward Young (1683-1765)
- William Cowper (1731-1800)
- William Blake (1757-1827)
- Robert Burns (1759-1799)

## Literatura secolului al XIX-lea

### Romantismul
- William Godwin (1756-1836)
- William Wordsworth (1770-1850)
- Samuel Taylor Coleridge (1772-1834)
- Robert Southey (1774-1843)
- George Gordon Byron (Lord Byron) (1788-1824)
- Percy Bysshe Shelley (1792-1822)
- John Keats (1795-1821)
- Thomas Moore (1779-1852)
- Walter Scott (1771-1832)

### Realismul critic
- Thomas Carlyle (1795-1881)
- Charles Dickens (1812-1870)
- William Makepeace Thackeray (1811-1863)
- Elisabeth Gaskell (1810-1865)
- Charlotte Brontë (1816-1855)
- Emily Brontë (1818-1848)
- George Eliot (1819-1880)
- George Meredith (1828-1909)
- Samuel Butler (1835-1902)
- Thomas Hardy (1840-1928)

### Poeții victorieni
- Alfred Tennyson (1809-1902)
- Robert Browning (1812-1889)

### Critica estetică
- John Ruskin (1819-1900)

### Poeții prerafaeliți
- Dante Gabriel Rossetti (1828-1882)
- Algernon Charles Swinburn (1837-1909)

### Literatura neoromantică
- Robert Louis Stevenson (1850-1894)
- William Morris (1834-1896)

### Estetismul
- Oscar Wilde (1856-1900)

## Literatura secolului al XX-lea și epoca contemporană
- Joseph Rudyard Kipling (1865-1936)
- John Galsworthy (1867-1933)
- Charles Langbridge Morgan (1894-1958)
- Herbert George Wells (1866-1946)
- George Bernard Shaw (1856-1950)
- James Joyce (1882-1941)
- Aldous Huxley (1894-1963)
- Richard Aldington (1894-1962)
- John Boynton Pristley (1894-
- Sean O'Casey (1886-1964)
- James Aldridge (1918-2015)
- Virginia Woolf (1882-1941)
- John Osborne (1929- 1994)
- David Herbert Lawrence (1885-1930)
- Katherine Mansfield (1888-1923)
- Graham Greene (1904-1991)
- Alan Sillitoe (1928-2010)
- Lawrence Durell (1912-1990)
- William Golding (1911-1993)
- Harold Pinter (1930-2008)